# 永井道雄

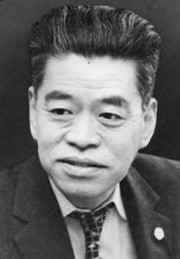
永井道雄

永井 道雄（ながい みちお、1923年3月4日 - 2000年3月17日）は、日本の教育社会学者。文部大臣（第95代）。
戦前に立憲民政党幹事長や拓務大臣、逓信大臣、鉄道大臣を務めた永井柳太郎の次男。

## 来歴・人物
東京に生まれる。東京高等師範学校附属小学校（現：筑波大学附属小学校）卒業。当時の同級生には哲学者の鶴見俊輔、中央公論社社長の嶋中鵬二、作家の中井英夫らがいる。東京高等師範学校附属中学校（現：筑波大学附属中学校・高等学校）、旧制武蔵高校を経て、京都帝国大学文学部を卒業。京都大学人文科学研究所助手、米国へ留学し、1952年オハイオ州立大学で教育社会学のPh.D.を取得。
京都大学教育学部助教授となり、ドナルド・キーンと出会い親友となる。1957年東京工業大学に移る。1970年、東京工業大学を退職。朝日新聞社論説委員を務める。大学紛争の時代には、国際基督教大学の事務長だった飯田宗一郎が都内主要大学の学長、総長の協力を経て八王子に大学セミナーハウスを開いた際、そのセミナーハウスで行われた大学共同ゼミナールを永井が主催し、教育の実際的な改革に精力的に取り組んだ。
1974年、三木内閣で文部大臣に就任。民間人の閣僚起用は1958年、岸内閣で外務大臣に就任した藤山愛一郎以来、17年ぶりの出来事であった。文相在任中は学校における主任制の導入や国連大学の日本誘致に尽力した。三木武夫首相はいわゆる三木おろしを乗り切るため、1976年に内閣改造を行ったが、永井は三木改造内閣でも留任し、同年12月の退陣まで文相を務めた。
文相退任後は朝日新聞社へ戻り、同社客員論説委員や国連大学学長特別顧問、国際文化会館理事長を歴任。1993年には勲一等旭日大綬章受章。1996年から世界平和アピール七人委員会で委員を務めた。
1997年、嶋中鵬二の葬儀に参列した後、病床に伏した。
2000年3月17日に77歳で死去。

## 著書
- 文部省と日教組 1958 中央公論社
- 新教育論 1958（中央公論文庫）
- 日本の大学 産業社会にはたす役割 1965（中公新書）〈毎日出版文化賞受賞〉
- 異色の人間像 1965（講談社現代新書）
- 近代化と教育 東京大学出版会 1969（UP選書）
- 大学の可能性 実験大学公社案 1969 中央公論社〈吉野作造賞受賞〉
- 歴史と国家 1975（中公叢書）
- 社会を動かした個性 1975（講談社現代新書.:『異色の人間像』を一部改訂し改題・新装版としたもの）
- 人類への一里塚 文化交流と教育改革 1976 日本放送出版協会
- 永井道雄の教育の流れを変えよう 朝日新聞社 1978.6 のち選書
- これからの教育を考える 国土社 1978.7（国土新書）
- 子どもたちはどこへ 1983 講談社
- 教育はどこへ 1984 朝日選書
- 早稲田の杜 その精神 早稲田大学出版部 1986.1（リカレントブックス）
- 世界から日本へ日本から世界へ 茶の間でみんなで考える 1988.4 講談社
- 未完の大学改革（山岸駿介編）2002 中公叢書

## 共著編
- 教師 この現実 1957（三一新書）
- 試験地獄 平凡社 1957（へいぼん・ぶつくす）
- 近代日本の名著 第6 日本の教育思想 徳間書店 1967
- 日本の名著 33 福沢諭吉 中央公論社 1969
- 未来の大学 西田亀久夫・大来佐武郎共編 誠文堂新光社 1970
- 私の外国語 梅棹忠夫共編 1970 中公新書
- 現代に生きる 3 何のための教育か 東洋経済新報社 1971
- アジア留学生と日本 原芳男・田中宏共著 日本放送出版協会 1973 NHKブックス
- 「非西洋社会における開発」国際連合大学／東京大学出版会 1984
- 「核時代の平和をもとめて」国際連合大学／東京大学出版会 1984
- 明治維新 M.ウルティア共編 国際連合大学 1986.6
- 創造性を育てる 西沢潤一共著 岩波ブックレット 1987.5

## 翻訳
- 行為の総合理論をめざして T・パーソンス,E.A.シルス編著 作田啓一,橋本真共訳 日本評論新社 1960
- 世界の名著 23 ホッブズ 宗片邦義共訳 中央公論社 1971
- リヴァイアサン ホッブズ 上田邦義共訳（クラシックス）

## 脚註
1. ↑  当時、永井は同級生からいじめを受けていた鶴見を庇っていたが、鶴見はさも永井にいじめられたかのように話を捏造して吹聴していた。なお、鶴見と東京工業大学教員として同僚として過ごした時代もあり、永井も思想の科学研究会に加わっている。
2. ↑  藤山は外相在任中に衆議院議員総選挙に出馬し、当選。